# A kuruzsló
A kuruzsló is een Hongaarse dramafilm uit 1917 onder regie van Michael Curtiz. De film is wellicht zoekgeraakt.

## Verhaal
Een vrouw heeft twee geadopteerde zoons. Haar ene zoon is een harde werker, maar haar andere zoon is lui. Ze gaan allebei medicijnen studeren. Als de luie zoon in dronken toestand een operatie uitvoert op een vriendin, neemt zijn ijverige broer de schuld op zich en gaat in zijn plaats naar de gevangenis.

## Rolverdeling
| Acteur           | Personage                |
| ---------------- | ------------------------ |
| Gyula Csortos    | Tordai Dezső medikus     |
| Margit T. Halmi  | Horváth János anyja      |
| Ica von Lenkeffy | Ilma, Horváth János húga |
| Tivadar Uray     | Horváth János medikus    |
| László Z. Molnár | Zsámoly úr, a riporter   |
| Giza Báthory     | Csáthyné                 |